# Meopham
Meopham est un village et une paroisse civile et ecclésiastique, au sud-est de Londres dans le comté du Kent, où se trouve une église anglicane du XIVe siècle et d'autres monuments historiques, tels que Meopham Court et Dodmore House.

## Géographie
Localisé aux North Downs pas loin de Sevenoaks, jusqu'au dehors de l'autoroute M25, Meopham est près de Gravesend et proche aussi d'Ebbsfleet International.

## Galerie

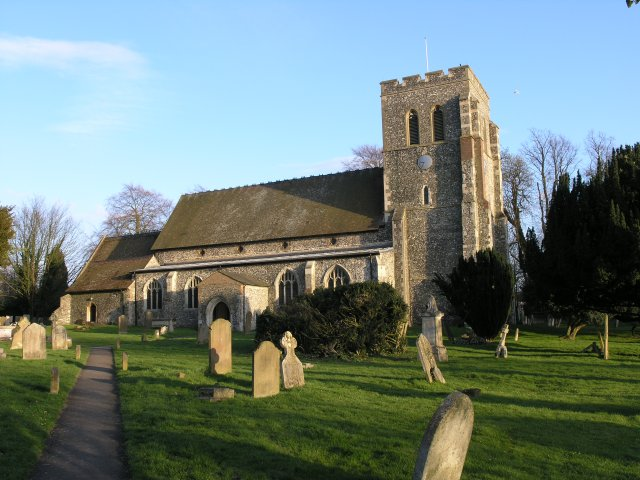
Église paroissiale de Meopham
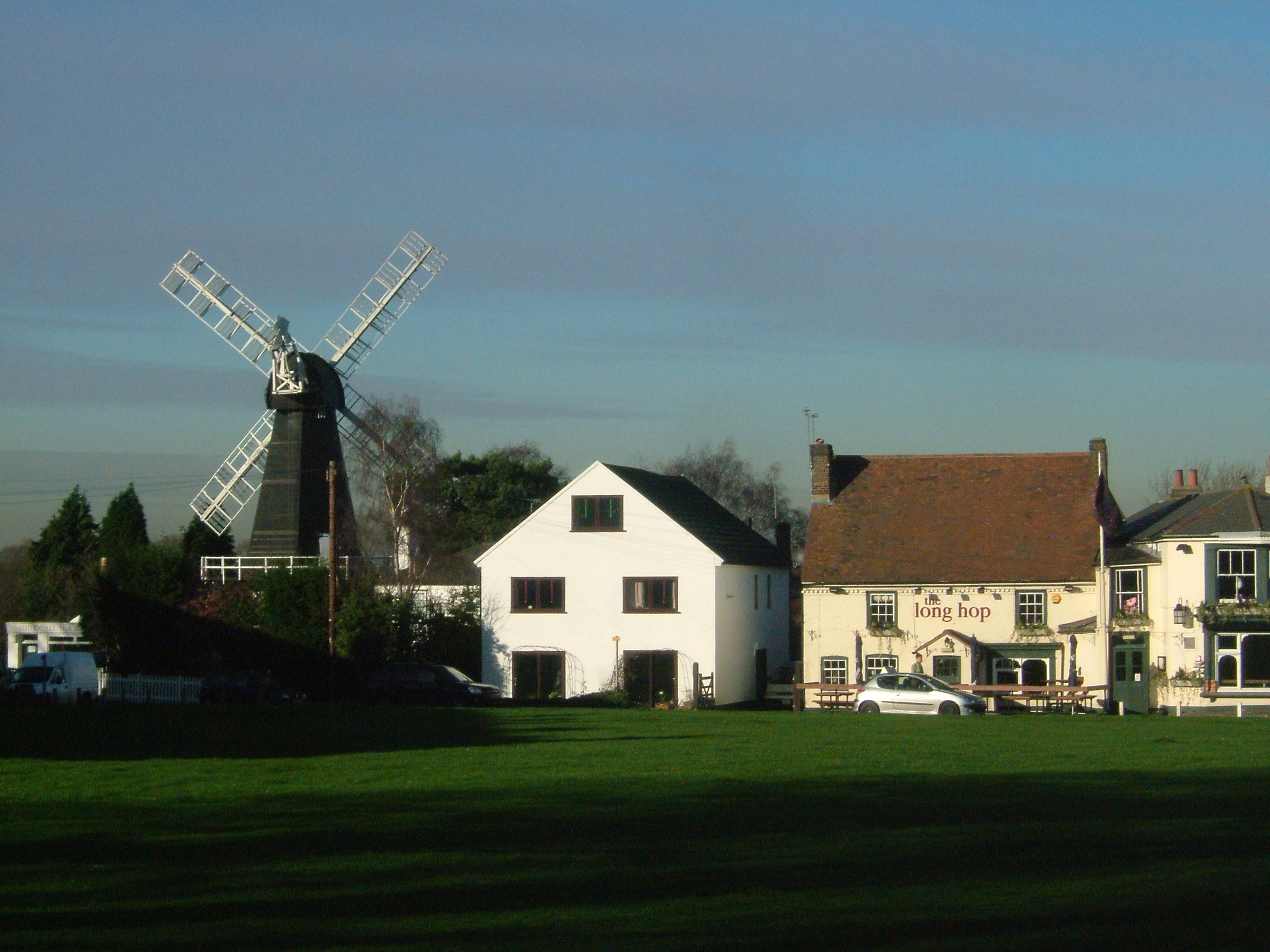
Moulin et pré-communal historique de Meopham